# Жизнь хуже обычной
«Жизнь хуже обычной» (англ. A Life Less Ordinary) — романтическая комедийная драма Дэнни Бойла 1997 года.

## Сюжет
После того как уборщика Роберта Льюиса увольняют с работы, он похищает дочь своего босса по имени Селина, но благодаря вмешательству пары ангелов — О`Релли и Джексона — похититель и девушка влюбляются друг в друга.

## В ролях
- Юэн Макгрегор — Роберт Льюис
- Камерон Диас — Селина Навиль
- Холли Хантер — О`Релли
- Делрой Линдо — Джексон
- Дэн Хедайя — Габриэль

## Награды и номинации
В 1998 году Юэн Макгрегор получил за исполнение роли Роберта кинопремию журнала Empire. Кроме того, картина была выставлена на получение кинопремии MTV в двух номинациях:
- Лучший танец — Юэн Макгрегор и Камерон Диас
- Лучшая песня из фильма — Бек